# Seseña
Seseña község Spanyolországban, Toledo tartományban. Seseña Borox, Esquivias, Valdemoro, Ciempozuelos és Aranjuez községekkel határos. Lakosainak száma 30 165 fő (2024).

## Népesség
A település népessége az utóbbi években az alábbiak szerint változott:
| Lakosok száma | 4801 | 7621 | 12 097 | 16 231 | 19 109 | 21 121 | 22 992 | 25 835 | 28 102 | 30 165 |
|               | 2001 | 2004 | 2007   | 2009   | 2012   | 2014   | 2017   | 2019   | 2022   | 2024   |